# Лагутенко, Игорь Алексеевич
Игорь Алексеевич Лагутенко — советский футболист, полузащитник клуба «Крылья Советов» и душанбинского «Памира», с которым выступал в высшей лиге СССР.

## Биография
Воспитанник таджикистанского футбола.
Заслуженный ветеран клуба «Крылья Советов», Мастер спорта СССР. После первого круга 1989 года ушёл из клуба с подачи нового главного тренера Виктора Антиховича.

## Достижения
Первая лига СССР по футболу
- Победитель: 1988

Вторая лига СССР по футболу
- Победитель (4): 1983, 1984, 1986, 1989

Первенство РСФСР по футболу
- Победитель: 1983
- Бронзовый призёр (2): 1984, 1986

## Клубная статистика
| Выступление         | Выступление      | Выступление      | Лига | Лига | Кубок | Кубок | РСФСР | РСФСР | Итого | Итого |
| Клуб                | Лига             | Сезон            | Игры | Голы | Игры  | Голы  | Игры  | Голы  | Игры  | Голы  |
| ------------------- | ---------------- | ---------------- | ---- | ---- | ----- | ----- | ----- | ----- | ----- | ----- |
| Ходжент (Ленинабад) | вторая СССР      | 1979             | 4    | 4    | —     | —     | —     | —     | 4     | 4     |
| Ходжент (Ленинабад) | вторая СССР      | 1980             | 28   | 5    | —     | —     | —     | —     | 28    | 5     |
| Ходжент (Ленинабад) | вторая СССР      | 1981             | 10   | 0    | —     | —     | —     | —     | 10    | 0     |
| Ходжент (Ленинабад) | Итого            | Итого            | 42   | 9    | —     | —     | —     | —     | 42    | 9     |
| Крылья Советов      | вторая СССР      | 1981             | 21   | 0    | —     | —     | —     | —     | 21    | 0     |
| Крылья Советов      | вторая СССР      | 1982             | 31   | 0    | —     | —     | —     | —     | 31    | 0     |
| Крылья Советов      | вторая СССР      | 1983             | 28   | 0    | —     | —     | 3     | 1     | 31    | 1     |
| Крылья Советов      | вторая СССР      | 1984             | 36   | 0    | 1     | 0     | 2     | 1     | 39    | 1     |
| Крылья Советов      | первая СССР      | 1985             | 41   | 1    | 2     | 0     | —     | —     | 43    | 1     |
| Крылья Советов      | вторая СССР      | 1986             | 26   | 0    | 1     | 0     | —     | —     | 27    | 0     |
| Крылья Советов      | первая СССР      | 1987             | 42   | 0    | 2     | 0     | —     | —     | 44    | 0     |
| Крылья Советов      | вторая СССР      | 1989             | 21   | 1    | 4     | 0     | —     | —     | 25    | 1     |
| Крылья Советов      | Итого            | Итого            | 246  | 2    | 10    | 0     | 5     | 2     | 261   | 4     |
| Памир (Душанбе)     | первая СССР      | 1988             | 39   | 2    | 1     | 0     | —     | —     | 40    | 2     |
| Памир (Душанбе)     | высшая СССР      | 1989             | 6    | 0    | —     | —     | —     | —     | 6     | 0     |
| Памир (Душанбе)     | Итого            | Итого            | 45   | 2    | 1     | 0     | —     | —     | 46    | 2     |
| Всего за карьеру    | Всего за карьеру | Всего за карьеру | 333  | 13   | 11    | 0     | 5     | 2     | 349   | 15    |